# تپه ابوقریب ۲
تپه ابوقریب ۲ مربوط به سده‌های اولیه و میانه دوران‌های تاریخی پس از اسلام است و در شهرستان دهلران، بخش موسیان، دهستان دشت عباس، روستای ابوقریب واقع شده و این اثر در تاریخ ۱۵ دی ۱۳۸۷ با شمارهٔ ثبت ۲۴۰۳۳ به‌عنوان یکی از آثار ملی ایران به ثبت رسیده است.